# Interlands Venezolaans voetbalelftal 2010-2019
Deze pagina toont een chronologisch en gedetailleerd overzicht van de interlands die het Venezolaans voetbalelftal speelde in de periode 2010 – 2019.

## Interlands

### 2010
|                                                       |       |       |           |                                                                            |
| 2 februari Vriendschappelijk № 290 «onderlinge duels» | Japan | 0 – 0 | Venezuela | Kyushu Sekiyu Dome, Oita Toeschouwers: 27.009 Scheidsrechter: Qi Fan (CHN) |
| 2 februari Vriendschappelijk № 290 «onderlinge duels» |       |       |           | Kyushu Sekiyu Dome, Oita Toeschouwers: 27.009 Scheidsrechter: Qi Fan (CHN) |

|                                                    |                           |       |                                |                                                                                                  |
| 3 maart Vriendschappelijk № 291 «onderlinge duels» | Venezuela                 | 1 – 2 | Panama                         | Estadio Metropolitano, Barquisimeto Toeschouwers: 37.000 Scheidsrechter: Hernando Buitrago (COL) |
| 3 maart Vriendschappelijk № 291 «onderlinge duels» | César González 90' (pen.) |       | 8' Román Torres 50' Blas Pérez | Estadio Metropolitano, Barquisimeto Toeschouwers: 37.000 Scheidsrechter: Hernando Buitrago (COL) |

|                                                    |                                         |       |             | |
| 6 maart Vriendschappelijk № 292 «onderlinge duels» | Venezuela                               | 2 – 1 | Noord-Korea | Estadio José Pachencho Romero, Maracaibo Toeschouwers: 12.000 Scheidsrechter: Hernando Buitrago (COL) |
| 6 maart Vriendschappelijk № 292 «onderlinge duels» | José Luis Granados 8' Mario Sanchez 89' |       | 65' Mun Guk | Estadio José Pachencho Romero, Maracaibo Toeschouwers: 12.000 Scheidsrechter: Hernando Buitrago (COL) |

|                                                    |       |       |           |                                                                                       |
| 1 april Vriendschappelijk № 293 «onderlinge duels» | Chili | 0 – 0 | Venezuela | Estadio Nacional, Santiago Toeschouwers: 20.000 Scheidsrechter: Roberto Silvera (URU) |
| 1 april Vriendschappelijk № 293 «onderlinge duels» |       |       |           | Estadio Nacional, Santiago Toeschouwers: 20.000 Scheidsrechter: Roberto Silvera (URU) |

|                                                               |          |                      |           | |
| 21 april Vriendschappelijk № 294 «onderlinge duels» 18:00 uur | Honduras | 0 – 1                | Venezuela | Estadio Olímpico Metropolitano, San Pedro Sula Toeschouwers: 40.000 Scheidsrechter: Roberto Moreno (PAN) |
| 21 april Vriendschappelijk № 294 «onderlinge duels» 18:00 uur |          | 51' Francisco Flores |           | Estadio Olímpico Metropolitano, San Pedro Sula Toeschouwers: 40.000 Scheidsrechter: Roberto Moreno (PAN) |

|                                                   |       |                                                      |           | |
| 20 mei Vriendschappelijk № 295 «onderlinge duels» | Aruba | 0 – 3                                                | Venezuela | Compleho Deportivo Frans Figaroa, [[Noord (Aruba)]] Toeschouwers: 1.200 Scheidsrechter: Javier Jauregui (ANT) |
| 20 mei Vriendschappelijk № 295 «onderlinge duels» |       | 10' Ángel Chourio 31' Ángel Chourio 50' Edder Farías |           | Compleho Deportivo Frans Figaroa, [[Noord (Aruba)]] Toeschouwers: 1.200 Scheidsrechter: Javier Jauregui (ANT) |

|                                                             |                   |       |                      |                                                                                        |
| 29 mei Vriendschappelijk № 296 «onderlinge duels» 19:30 uur | Venezuela         | 1 – 1 | Canada               | Estadio Metropolitano, Mérida Toeschouwers: 20.000 Scheidsrechter: José Buitrago (COL) |
| 29 mei Vriendschappelijk № 296 «onderlinge duels» 19:30 uur | Ángel Chourio 43' |       | 90+2' Gavin McCallum | Estadio Metropolitano, Mérida Toeschouwers: 20.000 Scheidsrechter: José Buitrago (COL) |

|                                                        |                                                    |       |                         |                                                                                                |
| 11 augustus Vriendschappelijk № 297 «onderlinge duels» | Panama                                             | 3 – 1 | Venezuela               | Estadio Rommel Fernández, Panama-Stad Toeschouwers: 2.000 Scheidsrechter: Walter Quesada (CRC) |
| 11 augustus Vriendschappelijk № 297 «onderlinge duels» | Luis Tejada 76' Blas Pérez 88' Edwin Aguilar 90+1' |       | 71' Oswaldo Vizcarrondo | Estadio Rommel Fernández, Panama-Stad Toeschouwers: 2.000 Scheidsrechter: Walter Quesada (CRC) |

|                                                        |           |                                    |          |                                                                                                 |
| 3 september Vriendschappelijk № 298 «onderlinge duels» | Venezuela | 0 – 2                              | Colombia | José Antonio Anzoátegui, Puerto Ordaz Toeschouwers: 30.000 Scheidsrechter: Roberto Moreno (PAN) |
| 3 september Vriendschappelijk № 298 «onderlinge duels» |           | 17' Juan Cuadrado 66' Dayro Moreno |          | José Antonio Anzoátegui, Puerto Ordaz Toeschouwers: 30.000 Scheidsrechter: Roberto Moreno (PAN) |

|                                                                  |                   |       |         |                                                                                            |
| 7 september Vriendschappelijk № 299 «onderlinge duels» 20:30 uur | Venezuela         | 1 – 0 | Ecuador | Estadio Metropolitano, Barquisimeto Toeschouwers: 37.262 Scheidsrechter: Juan Torres (PAN) |
| 7 september Vriendschappelijk № 299 «onderlinge duels» 20:30 uur | Nicolás Fedor 85' |       |         | Estadio Metropolitano, Barquisimeto Toeschouwers: 37.262 Scheidsrechter: Juan Torres (PAN) |

|                                                                |                    |       |                                                             | |
| 7 oktober Vriendschappelijk № 300 «onderlinge duels» 20:30 uur | Bolivia            | 1 – 3 | Venezuela                                                   | Estadio Ramón Aguilera Costas, Santa Cruz Toeschouwers: 35.000 Scheidsrechter: Ibrahim Chaibou (NGR) |
| 7 oktober Vriendschappelijk № 300 «onderlinge duels» 20:30 uur | Marcelo Moreno 53' |       | 10' Angel Chourio 28' Oswaldo Vizcarrondo 37' Angel Chourio | Estadio Ramón Aguilera Costas, Santa Cruz Toeschouwers: 35.000 Scheidsrechter: Ibrahim Chaibou (NGR) |

|                                                                 |                                             |       |                                |                                                                                                 |
| 12 oktober Vriendschappelijk № 301 «onderlinge duels» 20:00 uur | Mexico                                      | 2 – 2 | Venezuela                      | Estadio Olimpico Benito Juárez , Juárez Toeschouwers: 35.000 Scheidsrechter: Joel Aguilar (ESA) |
| 12 oktober Vriendschappelijk № 301 «onderlinge duels» 20:00 uur | Javier Hernández 34' Giovani Dos Santos 61' |       | 6' Juan Arango 40' Juan Arango | Estadio Olimpico Benito Juárez , Juárez Toeschouwers: 35.000 Scheidsrechter: Joel Aguilar (ESA) |

|                                                                  |                                                                                  |       |                         |                                                                                             |
| 16 november Vriendschappelijk № 302 «onderlinge duels» 20:00 uur | Ecuador                                                                          | 4 – 1 | Venezuela               | Estadio Olímpico Atahualpa, Quito Toeschouwers: 9.000 Scheidsrechter: Ibrahim Chaibou (NGR) |
| 16 november Vriendschappelijk № 302 «onderlinge duels» 20:00 uur | Cristian Benítez 2' Cristian Benítez 5' Walter Ayoví 45' (pen.) Walter Ayoví 47' |       | 48' Giancarlo Maldonado | Estadio Olímpico Atahualpa, Quito Toeschouwers: 9.000 Scheidsrechter: Ibrahim Chaibou (NGR) |

### 2011
|                                                                 |                                 |       |                                    | |
| 9 februari Vriendschappelijk № 303 «onderlinge duels» 19:30 uur | Venezuela                       | 2 – 2 | Costa Rica                         | Estadio José Antonio Anzoátegui, Puerto La Cruz Toeschouwers: 15.000 Scheidsrechter: Henry Gambetta (PER) |
| 9 februari Vriendschappelijk № 303 «onderlinge duels» 19:30 uur | José Rondón 24' José Rondón 80' |       | 7' Cristian Oviedo 60' Marco Ureña | Estadio José Antonio Anzoátegui, Puerto La Cruz Toeschouwers: 15.000 Scheidsrechter: Henry Gambetta (PER) |

|                                                               |                                                                        |       |                      |                                                                                        |
| 16 maart Vriendschappelijk № 304 «onderlinge duels» 20:00 uur | Argentinië                                                             | 4 – 1 | Venezuela            | Estadio Bicentenario, San Juan Toeschouwers: 15.000 Scheidsrechter: Claudio Puga (CHI) |
| 16 maart Vriendschappelijk № 304 «onderlinge duels» 20:00 uur | Cristian Chávez 20' Pablo Mouche 35' Pablo Mouche 54' Luciano Aued 76' |       | 29' Daniel Arismendi | Estadio Bicentenario, San Juan Toeschouwers: 15.000 Scheidsrechter: Claudio Puga (CHI) |

|                                                               |         |                                        |           |                                                                                                 |
| 25 maart Vriendschappelijk № 305 «onderlinge duels» 20:00 uur | Jamaica | 0 – 2                                  | Venezuela | Catherine Hall Stadium, Montego Bay Toeschouwers: 6.000 Scheidsrechter: Enrico Wijngaarde (SUR) |
| 25 maart Vriendschappelijk № 305 «onderlinge duels» 20:00 uur |         | 64' Nicolas Fedor 67' Alejandro Moreno |           | Catherine Hall Stadium, Montego Bay Toeschouwers: 6.000 Scheidsrechter: Enrico Wijngaarde (SUR) |

|                                                               |                    |       |                         |                                                                                        |
| 29 maart Vriendschappelijk № 306 «onderlinge duels» 20:00 uur | Mexico             | 1 – 1 | Venezuela               | Qualcomm Stadium, San Diego Toeschouwers: 32.000 Scheidsrechter: Ricardo Salazar (USA) |
| 29 maart Vriendschappelijk № 306 «onderlinge duels» 20:00 uur | Aldo de Nigris 62' |       | 76' Oswaldo Vizcarrondo | Qualcomm Stadium, San Diego Toeschouwers: 32.000 Scheidsrechter: Ricardo Salazar (USA) |

|                                                             |           |                             |           |                                                                                             |
| 1 juni Vriendschappelijk № 307 «onderlinge duels» 20:00 uur | Guatemala | 0 – 2                       | Venezuela | Estadio Mateo Flores, Guatemala-Stad Toeschouwers: 16.000 Scheidsrechter: Cesar Ruano (GUA) |
| 1 juni Vriendschappelijk № 307 «onderlinge duels» 20:00 uur |           | 25' Miku 67' Grenddy Perozo |           | Estadio Mateo Flores, Guatemala-Stad Toeschouwers: 16.000 Scheidsrechter: Cesar Ruano (GUA) |

|                                                             |           |                                          |        | |
| 7 juni Vriendschappelijk № 308 «onderlinge duels» 21:30 uur | Venezuela | 0 – 3                                    | Spanje | Estadio José Antonio Anzoátegui, Puerto La Cruz Toeschouwers: 36.000 Scheidsrechter: Georges Buckley (PER) |
| 7 juni Vriendschappelijk № 308 «onderlinge duels» 21:30 uur |           | 5' David Villa 20' Pedro 45' Xabi Alonso |        | Estadio José Antonio Anzoátegui, Puerto La Cruz Toeschouwers: 36.000 Scheidsrechter: Georges Buckley (PER) |

| Copa América |
| ------------ |

|                                                                |          |       |           |                                                                                             |
| 3 juli Copa América Groep B № 309 «onderlinge duels» 20:00 uur | Brazilië | 0 – 0 | Venezuela | Estadio Ciudad de La Plata, La Plata Toeschouwers: 35.000 Scheidsrechter: Raúl Orozco (BOL) |
| 3 juli Copa América Groep B № 309 «onderlinge duels» 20:00 uur |          |       |           | Estadio Ciudad de La Plata, La Plata Toeschouwers: 35.000 Scheidsrechter: Raúl Orozco (BOL) |

|                                                                |                    |       |         |                                                                                                   |
| 9 juli Copa América Groep B № 310 «onderlinge duels» 18:30 uur | Venezuela          | 1 – 0 | Ecuador | Estadio Padre Ernesto Martearena, Salta Toeschouwers: 12.000 Scheidsrechter: Wálter Quesada (CRC) |
| 9 juli Copa América Groep B № 310 «onderlinge duels» 18:30 uur | César González 61' |       |         | Estadio Padre Ernesto Martearena, Salta Toeschouwers: 12.000 Scheidsrechter: Wálter Quesada (CRC) |

|                                                                 |                                                            |       |                                             |                                                                                                  |
| 13 juli Copa América Groep B № 311 «onderlinge duels» 20:15 uur | Paraguay                                                   | 3 – 3 | Venezuela                                   | Estadio Padre Ernesto Martearena, Salta Toeschouwers: 18.000 Scheidsrechter: Enrique Osses (CHI) |
| 13 juli Copa América Groep B № 311 «onderlinge duels» 20:15 uur | Antolín Alcaraz 33' Lucas Barrios 64' Cristian Riveros 86' |       | 5' José Rondón 90' Miku 90+2' Greddy Perozo | Estadio Padre Ernesto Martearena, Salta Toeschouwers: 18.000 Scheidsrechter: Enrique Osses (CHI) |

|                                                                     |                    |       |                                             |                                                                                           |
| 17 juli Copa América Kwartfinale № 312 «onderlinge duels» 19:15 uur | Chili              | 1 – 2 | Venezuela                                   | Estadio del Bicentenario, San Juan Toeschouwers: 20.000 Scheidsrechter: Carlos Vera (ECU) |
| 17 juli Copa América Kwartfinale № 312 «onderlinge duels» 19:15 uur | Humberto Suazo 69' |       | 34' Oswaldo Vizcarrondo 80' Gabriel Cichero | Estadio del Bicentenario, San Juan Toeschouwers: 20.000 Scheidsrechter: Carlos Vera (ECU) |

|                                                                      |                                                                             |       |                                                                   |                                                                                                  |
| 20 juli Copa América Halve finale № 313 «onderlinge duels» 21:45 uur | Paraguay                                                                    | 0 – 0 | Venezuela                                                         | Estadio Malvinas Argentinas, Mendoza Toeschouwers: 15.000 Scheidsrechter: Francisco Chacón (MEX) |
| 20 juli Copa América Halve finale № 313 «onderlinge duels» 21:45 uur |                                                                             |       |                                                                   | Estadio Malvinas Argentinas, Mendoza Toeschouwers: 15.000 Scheidsrechter: Francisco Chacón (MEX) |
| 20 juli Copa América Halve finale № 313 «onderlinge duels» 21:45 uur | Strafschoppen                                                               |       |                                                                   | Estadio Malvinas Argentinas, Mendoza Toeschouwers: 15.000 Scheidsrechter: Francisco Chacón (MEX) |
| 20 juli Copa América Halve finale № 313 «onderlinge duels» 21:45 uur | Néstor Ortigoza Lucas Barrios Cristian Riveros Osvaldo Martínez Darío Verón | 5 – 3 | Giancarlo Maldonado José Manuel Rey Franklin Lucena Nicolás Fedor | Estadio Malvinas Argentinas, Mendoza Toeschouwers: 15.000 Scheidsrechter: Francisco Chacón (MEX) |

|                                                                      |                                                                                 |       |                 |                                                                                               |
| 23 juli Copa América Troostfinale № 314 «onderlinge duels» 20:00 uur | Peru                                                                            | 4 – 1 | Venezuela       | Estadio Ciudad de La Plata, La Plata Toeschouwers: 20.000 Scheidsrechter: Wilmar Roldán (COL) |
| 23 juli Copa América Troostfinale № 314 «onderlinge duels» 20:00 uur | William Chiroque 42' Paolo Guerrero 64' Paolo Guerrero 89' Paolo Guerrero 90+2' |       | 78' Juan Arango | Estadio Ciudad de La Plata, La Plata Toeschouwers: 20.000 Scheidsrechter: Wilmar Roldán (COL) |

|  |  |  |  |  |  |  |  |  |

|                                                                 |                                    |       |                           |                                                                                                   |
| 7 augustus Vriendschappelijk № 315 «onderlinge duels» 21:30 uur | El Salvador                        | 2 – 1 | Venezuela                 | RFK Memorial Stadium, Washington D.C. Toeschouwers: 27.765 Scheidsrechter: Baldomero Toledo (USA) |
| 7 augustus Vriendschappelijk № 315 «onderlinge duels» 21:30 uur | Herbert Sosa 84' Edwin Sánchez 90' |       | 29' Fernando Aristeguieta | RFK Memorial Stadium, Washington D.C. Toeschouwers: 27.765 Scheidsrechter: Baldomero Toledo (USA) |

|                                                                  |                                     |       |           |                                                                                           |
| 10 augustus Vriendschappelijk № 316 «onderlinge duels» 19:45 uur | Honduras                            | 2 – 0 | Venezuela | Lockhart Stadium, Fort Lauderdale Toeschouwers: 20.100 Scheidsrechter: Terry Vaughn (USA) |
| 10 augustus Vriendschappelijk № 316 «onderlinge duels» 19:45 uur | Carlos Costly 58' Carlos Costly 69' |       |           | Lockhart Stadium, Fort Lauderdale Toeschouwers: 20.100 Scheidsrechter: Terry Vaughn (USA) |

|                                                                  |           |                      |            |                                                                                             |
| 2 september Vriendschappelijk № 317 «onderlinge duels» 20:30 uur | Venezuela | 0 – 1                | Argentinië | Yuba Bharati Krirangan, Calcutta Toeschouwers: 90.000 Scheidsrechter: Arumughan Rowan (IND) |
| 2 september Vriendschappelijk № 317 «onderlinge duels» 20:30 uur |           | 70' Nicolás Otamendi |            | Yuba Bharati Krirangan, Calcutta Toeschouwers: 90.000 Scheidsrechter: Arumughan Rowan (IND) |

|                                                                  |                                                               |       |                            |                                                                                               |
| 6 september Vriendschappelijk № 318 «onderlinge duels» 20:00 uur | Venezuela                                                     | 2 – 1 | Guinee                     | Estadio Olímpico de la UCV, Caracas Toeschouwers: 14.000 Scheidsrechter: Henry Gambetta (PER) |
| 6 september Vriendschappelijk № 318 «onderlinge duels» 20:00 uur | Giancarlo Maldonado 25' (pen.) Giancarlo Maldonado 39' (pen.) |       | 79' (pen.) Ibrahima Camara | Estadio Olímpico de la UCV, Caracas Toeschouwers: 14.000 Scheidsrechter: Henry Gambetta (PER) |

|                                                    |                                      |       |           |                                                                                            |
| 7 oktober WK-kwalificatie № 319 «onderlinge duels» | Ecuador                              | 2 – 0 | Venezuela | Estadio Olímpico Atahualpa, Quito Toeschouwers: 32.278 Scheidsrechter: Enrique Osses (CHI) |
| 7 oktober WK-kwalificatie № 319 «onderlinge duels» | Jaime Ayoví 15' Cristian Benítez 28' |       |           | Estadio Olímpico Atahualpa, Quito Toeschouwers: 32.278 Scheidsrechter: Enrique Osses (CHI) |

|                                                               |                         |       |            | |
| 11 oktober WK-kwalificatie № 320 «onderlinge duels» 20:50 uur | Venezuela               | 1 – 0 | Argentinië | Estadio José Antonio Anzoátegui, Puerto La Cruz Toeschouwers: 35.600 Scheidsrechter: Roberto Silvera (URU) |
| 11 oktober WK-kwalificatie № 320 «onderlinge duels» 20:50 uur | Fernando Amorebieta 61' |       |            | Estadio José Antonio Anzoátegui, Puerto La Cruz Toeschouwers: 35.600 Scheidsrechter: Roberto Silvera (URU) |

|                                                                |                  |       |                     |                                                                                           |
| 11 november WK-kwalificatie № 321 «onderlinge duels» 21:00 uur | Colombia         | 1 – 1 | Venezuela           | Estadio Metropolitano, Barranquilla Toeschouwers: 49.612 Scheidsrechter: Omar Ponce (ECU) |
| 11 november WK-kwalificatie № 321 «onderlinge duels» 21:00 uur | Fredy Guarín 11' |       | 79' Frank Feltscher | Estadio Metropolitano, Barranquilla Toeschouwers: 49.612 Scheidsrechter: Omar Ponce (ECU) |

|                                                                |                         |       |         | |
| 15 november WK-kwalificatie № 322 «onderlinge duels» 20:00 uur | Venezuela               | 1 – 0 | Bolivia | Estadio Polideportivo Pueblo Nuevo, San Cristóbal Toeschouwers: 33.351 Scheidsrechter: Georges Buckley (PER) |
| 15 november WK-kwalificatie № 322 «onderlinge duels» 20:00 uur | Oswaldo Vizcarrondo 24' |       |         | Estadio Polideportivo Pueblo Nuevo, San Cristóbal Toeschouwers: 33.351 Scheidsrechter: Georges Buckley (PER) |

|                                                                  |           |                                    |            | |
| 22 december Vriendschappelijk № 323 «onderlinge duels» 18:30 uur | Venezuela | 0 – 2                              | Costa Rica | Estadio Metropolitano de Lara, Barquisimeto Toeschouwers: 35.000 Scheidsrechter: Rudolf Angela (ARU) |
| 22 december Vriendschappelijk № 323 «onderlinge duels» 18:30 uur |           | 41' Rodney Wallace 53' José Cubero |            | Estadio Metropolitano de Lara, Barquisimeto Toeschouwers: 35.000 Scheidsrechter: Rudolf Angela (ARU) |

### 2012
|                                                                 |                   |       |           |                                                                                                   |
| 21 januari Vriendschappelijk № 324 «onderlinge duels» 20:00 uur | Verenigde Staten  | 1 – 0 | Venezuela | University of Phoenix Stadium, Glendale Toeschouwers: 22.403 Scheidsrechter: Roberto García (MEX) |
| 21 januari Vriendschappelijk № 324 «onderlinge duels» 20:00 uur | Ricardo Clark 90' |       |           | University of Phoenix Stadium, Glendale Toeschouwers: 22.403 Scheidsrechter: Roberto García (MEX) |

|                                                                 |                                                         |       |                       |                                                                                     |
| 25 januari Vriendschappelijk № 325 «onderlinge duels» 20:00 uur | Mexico                                                  | 3 – 1 | Venezuela             | Reliant Stadium, Houston Toeschouwers: 40.128 Scheidsrechter: Edvin Jurisevic (USA) |
| 25 januari Vriendschappelijk № 325 «onderlinge duels» 20:00 uur | Carlos Salcido 68' Rafael Márquez 88' Oribe Peralta 90' |       | 51' Edgar Pérez Greco | Reliant Stadium, Houston Toeschouwers: 40.128 Scheidsrechter: Edvin Jurisevic (USA) |

|                                                                  |                                                                                                |       |           |                                                                                         |
| 29 februari Vriendschappelijk № 326 «onderlinge duels» 21:30 uur | Spanje                                                                                         | 5 – 0 | Venezuela | Estadio La Rosaleda, Málaga Toeschouwers: 25.000 Scheidsrechter: Andris Treimanis (LAT) |
| 29 februari Vriendschappelijk № 326 «onderlinge duels» 21:30 uur | Andres Iniesta 37' David Silva 40' Roberto Soldado 50' Roberto Soldado 53' Roberto Soldado 84' |       |           | Estadio La Rosaleda, Málaga Toeschouwers: 25.000 Scheidsrechter: Andris Treimanis (LAT) |

|                                                             |                                                                         |       |          |                                                                                          |
| 23 mei Vriendschappelijk № 327 «onderlinge duels» 20:00 uur | Venezuela                                                               | 4 – 0 | Moldavië | Estadio Cachamay, Puerto Ordaz Toeschouwers: 20.000 Scheidsrechter: Henry Gambetta (PER) |
| 23 mei Vriendschappelijk № 327 «onderlinge duels» 20:00 uur | Luis Seijas 45' José Rondón 51' Oswaldo Vizcarrondo 55' José Rondón 73' |       |          | Estadio Cachamay, Puerto Ordaz Toeschouwers: 20.000 Scheidsrechter: Henry Gambetta (PER) |

|                                                           |                  |       |                        |                                                                                         |
| 2 juni WK-kwalificatie № 328 «onderlinge duels» 20:00 uur | Uruguay          | 1 – 1 | Venezuela              | Estadio Centenario, Montevideo Toeschouwers: 40.000 Scheidsrechter: Antonio Arias (PAR) |
| 2 juni WK-kwalificatie № 328 «onderlinge duels» 20:00 uur | Diego Forlán 38' |       | 84' (e.d.) Diego Godín | Estadio Centenario, Montevideo Toeschouwers: 40.000 Scheidsrechter: Antonio Arias (PAR) |

|                                                           |           |                                             |       |                                                                                           |
| 9 juni WK-kwalificatie № 329 «onderlinge duels» 18:05 uur | Venezuela | 0 – 2                                       | Chili | Estadio Olímpico, Puerto La Cruz Toeschouwers: 15.000 Scheidsrechter: José Buitrago (COL) |
| 9 juni WK-kwalificatie № 329 «onderlinge duels» 18:05 uur |           | 85' Matías Fernández 90+1' Charles Aránguiz |       | Estadio Olímpico, Puerto La Cruz Toeschouwers: 15.000 Scheidsrechter: José Buitrago (COL) |

|                                                                  |                   |       |           |                                                                             |
| 15 augustus Vriendschappelijk № 330 «onderlinge duels» 20:30 uur | Japan             | 1 – 1 | Venezuela | Sapporo Dome, Sapporo Toeschouwers: 39.396 Scheidsrechter: Lee Min-Hu (KOR) |
| 15 augustus Vriendschappelijk № 330 «onderlinge duels» 20:30 uur | Yasuhito Endo 14' |       | 62' Miku  | Sapporo Dome, Sapporo Toeschouwers: 39.396 Scheidsrechter: Lee Min-Hu (KOR) |

|                                                                |                                           |       |                 |                                                                                            |
| 7 september WK-kwalificatie № 331 «onderlinge duels» 20:25 uur | Peru                                      | 2 – 1 | Venezuela       | Estadio Nacional José Diaz, Lima Toeschouwers: 34.703 Scheidsrechter: Martín Vázquez (URU) |
| 7 september WK-kwalificatie № 331 «onderlinge duels» 20:25 uur | Jefferson Farfán 47' Jefferson Farfán 59' |       | 43' Juan Arango | Estadio Nacional José Diaz, Lima Toeschouwers: 34.703 Scheidsrechter: Martín Vázquez (URU) |

|                                                                 |          |                                 |           |                                                                                                 |
| 11 september WK-kwalificatie № 332 «onderlinge duels» 20:25 uur | Paraguay | 0 – 2                           | Venezuela | Estadio Defensores del Chaco, Asunción Toeschouwers: 34.703 Scheidsrechter: Enrique Osses (CHI) |
| 11 september WK-kwalificatie № 332 «onderlinge duels» 20:25 uur |          | 45' José Rondón 68' José Rondón |           | Estadio Defensores del Chaco, Asunción Toeschouwers: 34.703 Scheidsrechter: Enrique Osses (CHI) |

|                                                               |                |       |                      |                                                                                                  |
| 16 oktober WK-kwalificatie № 333 «onderlinge duels» 18:00 uur | Venezuela      | 1 – 1 | Ecuador              | Estadio José Anzoátegui, Puerto La Cruz Toeschouwers: 40.000 Scheidsrechter: Néstor Pitana (ARG) |
| 16 oktober WK-kwalificatie № 333 «onderlinge duels» 18:00 uur | Juan Arango 6' |       | 24' Segundo Castillo | Estadio José Anzoátegui, Puerto La Cruz Toeschouwers: 40.000 Scheidsrechter: Néstor Pitana (ARG) |

|                                                                  |                     |       |                                                      |                                                                             |
| 14 november Vriendschappelijk № 334 «onderlinge duels» 20:05 uur | Venezuela           | 1 – 3 | Nigeria                                              | Marlins Park, Miami Toeschouwers: 13.372 Scheidsrechter: Terry Vaughn (USA) |
| 14 november Vriendschappelijk № 334 «onderlinge duels» 20:05 uur | Frank Feltscher 70' |       | 49' Brown Ideye 53' Emanuel Igiebor 90' Ogenyi Onazi | Marlins Park, Miami Toeschouwers: 13.372 Scheidsrechter: Terry Vaughn (USA) |

### 2013
|                                                             |                                                                 |       |           |                                                                                                |
| 22 maart WK-kwalificatie № 335 «onderlinge duels» 19:00 uur | Argentinië                                                      | 3 – 0 | Venezuela | Estadio El Monumental, Buenos Aires Toeschouwers: 40.000 Scheidsrechter: Víctor Carrillo (PER) |
| 22 maart WK-kwalificatie № 335 «onderlinge duels» 19:00 uur | Gonzalo Higuaín 29' Lionel Messi 45' (pen.) Gonzalo Higuaín 59' |       |           | Estadio El Monumental, Buenos Aires Toeschouwers: 40.000 Scheidsrechter: Víctor Carrillo (PER) |

|                                                             |                 |       |          |                                                                                         |
| 26 maart WK-kwalificatie № 336 «onderlinge duels» 21:00 uur | Venezuela       | 1 – 0 | Colombia | Estadio Cachamay, Puerto Ordaz Toeschouwers: 41.500 Scheidsrechter: Antonio Arias (PAR) |
| 26 maart WK-kwalificatie № 336 «onderlinge duels» 21:00 uur | José Rondón 13' |       |          | Estadio Cachamay, Puerto Ordaz Toeschouwers: 41.500 Scheidsrechter: Antonio Arias (PAR) |

|                                                             |                                                     |       |                  |                                                                                     |
| 22 mei Vriendschappelijk № 337 «onderlinge duels» 19:00 uur | Venezuela                                           | 2 – 1 | El Salvador      | Estadio Metropolitano, Mérida Toeschouwers: 28.133 Scheidsrechter: Diego Lara (ECU) |
| 22 mei Vriendschappelijk № 337 «onderlinge duels» 19:00 uur | César González 56' (pen.) Josef Martínez 68' (pen.) |       | 24' Darwin Cerén | Estadio Metropolitano, Mérida Toeschouwers: 28.133 Scheidsrechter: Diego Lara (ECU) |

|                                                           |                     |       |                 |                                                                                            |
| 7 juni WK-kwalificatie № 338 «onderlinge duels» 21:00 uur | Bolivia             | 1 – 1 | Venezuela       | Estadio Hernando Siles, La Paz Toeschouwers: 15.000 Scheidsrechter: Patricio Loustau (ARG) |
| 7 juni WK-kwalificatie № 338 «onderlinge duels» 21:00 uur | Jhasmani Campos 86' |       | 58' Juan Arango | Estadio Hernando Siles, La Paz Toeschouwers: 15.000 Scheidsrechter: Patricio Loustau (ARG) |

|                                                            |           |                    |         |                                                                                             |
| 11 juni WK-kwalificatie № 339 «onderlinge duels» 21:00 uur | Venezuela | 0 – 1              | Uruguay | Estadio Cachamay, Puerto Ordaz Toeschouwers: 40.000 Scheidsrechter: Paulo de Oliveira (BRA) |
| 11 juni WK-kwalificatie № 339 «onderlinge duels» 21:00 uur |           | 28' Edinson Cavani |         | Estadio Cachamay, Puerto Ordaz Toeschouwers: 40.000 Scheidsrechter: Paulo de Oliveira (BRA) |

|                                                                  |                                       |       |                                       |                                                                                              |
| 14 augustus Vriendschappelijk № 340 «onderlinge duels» 20:30 uur | Venezuela                             | 2 – 2 | Bolivia                               | Estadio Polideportivo, San Cristóbal Toeschouwers: 15.000 Scheidsrechter: Imer Machado (ECU) |
| 14 augustus Vriendschappelijk № 340 «onderlinge duels» 20:30 uur | Josef Martínez 16' Yoandri Orozco 84' |       | 18' Rudy Cardozo 71' José Luis Chavez | Estadio Polideportivo, San Cristóbal Toeschouwers: 15.000 Scheidsrechter: Imer Machado (ECU) |

|                                                                |                                                         |       |           |                                                                                    |
| 6 september WK-kwalificatie № 341 «onderlinge duels» 20:00 uur | Chili                                                   | 3 – 0 | Venezuela | Estadio Nacional, Santiago Toeschouwers: 44.515 Scheidsrechter: Sandro Ricci (BRA) |
| 6 september WK-kwalificatie № 341 «onderlinge duels» 20:00 uur | Eduardo Vargas 10' Marcos González 29' Arturo Vidal 84' |       |           | Estadio Nacional, Santiago Toeschouwers: 44.515 Scheidsrechter: Sandro Ricci (BRA) |

|                                                                 |                                                            |       |                                       | |
| 10 september WK-kwalificatie № 342 «onderlinge duels» 20:00 uur | Venezuela                                                  | 3 – 2 | Peru                                  | Estadio José Antonio Anzoátegui, Puerto La Cruz Toeschouwers: 20.049 Scheidsrechter: Néstor Pitana (ARG) |
| 10 september WK-kwalificatie № 342 «onderlinge duels» 20:00 uur | José Rondón 36' César González 61' (pen.) Rómulo Otero 76' |       | 19' Paolo Hurtado 87' Carlos Zambrano | Estadio José Antonio Anzoátegui, Puerto La Cruz Toeschouwers: 20.049 Scheidsrechter: Néstor Pitana (ARG) |

|                                                               |                 |       |                   |                                                                                                 |
| 11 oktober WK-kwalificatie № 343 «onderlinge duels» 21:00 uur | Venezuela       | 1 – 1 | Paraguay          | Estadio Polideportivo, San Cristóbal Toeschouwers: 40.000 Scheidsrechter: Victor Carrillo (PER) |
| 11 oktober WK-kwalificatie № 343 «onderlinge duels» 21:00 uur | Luis Seijas 83' |       | 28' Edgar Benítez | Estadio Polideportivo, San Cristóbal Toeschouwers: 40.000 Scheidsrechter: Victor Carrillo (PER) |

### 2014
|                                                              |                                      |       |                  |                                                                                            |
| 5 maart Vriendschappelijk № 344 «onderlinge duels» 20:00 uur | Honduras                             | 2 – 1 | Venezuela        | Estadio Olímpico, San Pedro Sula Toeschouwers: 27.009 Scheidsrechter: Henry Bejarano (CRC) |
| 5 maart Vriendschappelijk № 344 «onderlinge duels» 20:00 uur | Jerry Bengtson 7' Jerry Palacios 60' |       | 21' Rómulo Otero | Estadio Olímpico, San Pedro Sula Toeschouwers: 27.009 Scheidsrechter: Henry Bejarano (CRC) |

|                                                                  |                                                       |       |                  |                                                                                 |
| 5 september Vriendschappelijk № 345 «onderlinge duels» 20:00 uur | Zuid-Korea                                            | 3 – 1 | Venezuela        | Bucheon Stadion, Bucheon Toeschouwers: 34.456 Scheidsrechter: Minh Tri Vo (VIE) |
| 5 september Vriendschappelijk № 345 «onderlinge duels» 20:00 uur | Lee Myung-Joo 33' Lee Dong-Gook 53' Lee Dong-Gook 64' |       | 21' Mário Rondon | Bucheon Stadion, Bucheon Toeschouwers: 34.456 Scheidsrechter: Minh Tri Vo (VIE) |

|                                                                  |                                       |       |                                             |                                                                                 |
| 9 september Vriendschappelijk № 346 «onderlinge duels» 20:20 uur | Japan                                 | 2 – 2 | Venezuela                                   | Nissan Stadion, Yokohama Toeschouwers: 72.000 Scheidsrechter: Chris Beath (AUS) |
| 9 september Vriendschappelijk № 346 «onderlinge duels» 20:20 uur | Yoshinori Muto 51' Gaku Shibasaki 67' |       | 58' (pen.) Mário Rondon 71' Gabriel Cichero | Nissan Stadion, Yokohama Toeschouwers: 72.000 Scheidsrechter: Chris Beath (AUS) |

|                                                        | |       |           |                                                                                  |
| 15 november Vriendschappelijk № 347 «onderlinge duels» | Chili                                                                                               | 5 – 0 | Venezuela | Estadio CAP, Talcahuano Toeschouwers: 10.500 Scheidsrechter: Antonio Arias (PAR) |
| 15 november Vriendschappelijk № 347 «onderlinge duels» | Alexis Sánchez 17' Jorge Valdivia 45+1' Eduardo Vargas 56' Rodrigo Millar 78' Pablo Hernández 90+3' |       |           | Estadio CAP, Talcahuano Toeschouwers: 10.500 Scheidsrechter: Antonio Arias (PAR) |

|                                                        |                                                  |       |                                         |                                                                                          |
| 18 november Vriendschappelijk № 348 «onderlinge duels» | Bolivia                                          | 3 – 2 | Venezuela                               | Estadio Hernando Siles, La Paz Toeschouwers: 18.000 Scheidsrechter: Eduardo Gamboa (CHI) |
| 18 november Vriendschappelijk № 348 «onderlinge duels» | Ronald Raldes 41' Damián Lizio 53' Juan Arce 87' |       | 39' Wilker Ángel 70' Alexander González | Estadio Hernando Siles, La Paz Toeschouwers: 18.000 Scheidsrechter: Eduardo Gamboa (CHI) |

### 2015
|                                                       |                                    |       |                                                            |                                                                                          |
| 4 februari Vriendschappelijk № 349 «onderlinge duels» | Honduras                           | 2 – 3 | Venezuela                                                  | Estadio Olímpico, San Pedro Sula Toeschouwers: 40.000 Scheidsrechter: Joel Aguilar (SLV) |
| 4 februari Vriendschappelijk № 349 «onderlinge duels» | Anthony Lozano 80' Juan Montes 90' |       | 21' Richard Blanco 50' Arquímedes Figuera 76' Edder Farías | Estadio Olímpico, San Pedro Sula Toeschouwers: 40.000 Scheidsrechter: Joel Aguilar (SLV) |

|                                                        |                                      |       |                    |                                                                                    |
| 11 februari Vriendschappelijk № 350 «onderlinge duels» | Venezuela                            | 2 – 1 | Honduras           | Estadio La Carolina, Barinas Toeschouwers: 25.000 Scheidsrechter: Diego Haro (PER) |
| 11 februari Vriendschappelijk № 350 «onderlinge duels» | Franklin Lucena 17' John Murillo 57' |       | 14' Anthony Lozano | Estadio La Carolina, Barinas Toeschouwers: 25.000 Scheidsrechter: Diego Haro (PER) |

|                                                     |                                      |       |                     |                                                                                            |
| 27 maart Vriendschappelijk № 351 «onderlinge duels» | Jamaica                              | 2 – 1 | Venezuela           | Catherine Hall Stadium, Montego Bay Toeschouwers: 2.000 Scheidsrechter: Kimbell Ward (SKN) |
| 27 maart Vriendschappelijk № 351 «onderlinge duels» | Giles Barnes 15' Darren Mattocks 58' |       | 13' Gabriel Cichero | Catherine Hall Stadium, Montego Bay Toeschouwers: 2.000 Scheidsrechter: Kimbell Ward (SKN) |

|                                                     |      |                    |           |                                                                                             |
| 31 maart Vriendschappelijk № 352 «onderlinge duels» | Peru | 0 – 1              | Venezuela | Lockhart Stadium, Fort Lauderdale Toeschouwers: 10.000 Scheidsrechter: Armando Castro (HON) |
| 31 maart Vriendschappelijk № 352 «onderlinge duels» |      | 60' Josef Martínez |           | Lockhart Stadium, Fort Lauderdale Toeschouwers: 10.000 Scheidsrechter: Armando Castro (HON) |

| Copa América 2015 |
| ----------------- |

|                                                                 |          |                    |           |                                                                                       |
| 14 juni Copa América Groep C № 353 «onderlinge duels» 16:00 uur | Colombia | 0 – 1              | Venezuela | Estadio El Teniente, Rancagua Toeschouwers: 12.387 Scheidsrechter: Andrés Cunha (URU) |
| 14 juni Copa América Groep C № 353 «onderlinge duels» 16:00 uur |          | 60' Salomón Rondón |           | Estadio El Teniente, Rancagua Toeschouwers: 12.387 Scheidsrechter: Andrés Cunha (URU) |

|                                                                 |                     |       |           |                                                                                                   |
| 18 juni Copa América Groep C № 354 «onderlinge duels» 20:30 uur | Peru                | 1 – 0 | Venezuela | Estadio Elías Figueroa Brander, Valparaíso Toeschouwers: 15.542 Scheidsrechter: Raúl Orosco (BOL) |
| 18 juni Copa América Groep C № 354 «onderlinge duels» 20:30 uur | Claudio Pizarro 72' |       |           | Estadio Elías Figueroa Brander, Valparaíso Toeschouwers: 15.542 Scheidsrechter: Raúl Orosco (BOL) |

|                                                                 |                                     |       |           | |
| 21 juni Copa América Groep C № 355 «onderlinge duels» 18:30 uur | Brazilië                            | 2 – 1 | Venezuela | Estadio Monumental David Arellano, Santiago Toeschouwers: 33.284 Scheidsrechter: Enrique Cáceres (PAR) |
| 21 juni Copa América Groep C № 355 «onderlinge duels» 18:30 uur | Thiago Silva 9' Roberto Firmino 52' |       | 84' Miku  | Estadio Monumental David Arellano, Santiago Toeschouwers: 33.284 Scheidsrechter: Enrique Cáceres (PAR) |

|  |  |  |  |  |  |  |  |  |

|                                                        |           |                                                               |          |                                                                                          |
| 4 september Vriendschappelijk № 356 «onderlinge duels» | Venezuela | 0 – 3                                                         | Honduras | Estadio Cachamay, Ciudad Guayana Toeschouwers: 2.000 Scheidsrechter: José Buitrago (COL) |
| 4 september Vriendschappelijk № 356 «onderlinge duels» |           | 55' Erick Andino 73' Román Castillo 85' (pen.) Román Castillo |          | Estadio Cachamay, Ciudad Guayana Toeschouwers: 2.000 Scheidsrechter: José Buitrago (COL) |

|                                                        |                      |       |                      |                                                                                        |
| 8 september Vriendschappelijk № 357 «onderlinge duels» | Venezuela            | 1 – 1 | Panama               | Estadio Cachamay, Ciudad Guayana Toeschouwers: 9.239 Scheidsrechter: Juan Pontón (COL) |
| 8 september Vriendschappelijk № 357 «onderlinge duels» | Salomón Rondón 90+3' |       | 2' Rolando Blackburn | Estadio Cachamay, Ciudad Guayana Toeschouwers: 9.239 Scheidsrechter: Juan Pontón (COL) |

|                                                         |           |                     |          |                                                                                               |
| 8 oktober Kwalificatie WK 2018 № 358 «onderlinge duels» | Venezuela | 0 – 1               | Paraguay | Estadio Cachamay, Ciudad Guayana Toeschouwers: 36.000 Scheidsrechter: Hernando Buitrago (COL) |
| 8 oktober Kwalificatie WK 2018 № 358 «onderlinge duels» |           | 85' Derlis González |          | Estadio Cachamay, Ciudad Guayana Toeschouwers: 36.000 Scheidsrechter: Hernando Buitrago (COL) |

|                                                                    |                                             |       |                      |                                                                                      |
| 13 oktober Kwalificatie WK 2018 № 359 «onderlinge duels» 22:00 uur | Brazilië                                    | 3 – 1 | Venezuela            | Estádio Castelão, Fortaleza Toeschouwers: 33.284 Scheidsrechter: Darío Ubriaco (URU) |
| 13 oktober Kwalificatie WK 2018 № 359 «onderlinge duels» 22:00 uur | Willian 1' Willian 42' Ricardo Oliveira 74' |       | 64' Christian Santos | Estádio Castelão, Fortaleza Toeschouwers: 33.284 Scheidsrechter: Darío Ubriaco (URU) |

|                                                                     |                                                                                       |       |                                     |                                                                                           |
| 12 november Kwalificatie WK 2018 № 360 «onderlinge duels» 16:00 uur | Bolivia                                                                               | 4 – 2 | Venezuela                           | Estadio Hernando Siles, La Paz Toeschouwers: 19.000 Scheidsrechter: Víctor Carrillo (PER) |
| 12 november Kwalificatie WK 2018 № 360 «onderlinge duels» 16:00 uur | Rodrigo Ramallo 19' Juan Caros Arce 23' (pen.) Rodrigo Ramallo 45+1' Ruby Cardozo 49' |       | 32' Mario Rondón 55' Richard Blanco | Estadio Hernando Siles, La Paz Toeschouwers: 19.000 Scheidsrechter: Víctor Carrillo (PER) |

|                                                                     |                    |       |                                                             |                                                                                          |
| 17 november Kwalificatie WK 2018 № 361 «onderlinge duels» 16:30 uur | Venezuela          | 1 – 3 | Ecuador                                                     | Estadio Cachamay, Ciudad Guayana Toeschouwers: 36.000 Scheidsrechter: Guery Vargas (BOL) |
| 17 november Kwalificatie WK 2018 № 361 «onderlinge duels» 16:30 uur | Josef Martínez 84' |       | 15' Fidel Martínez 23' Jefferson Montero 60' Felipe Caicedo | Estadio Cachamay, Ciudad Guayana Toeschouwers: 36.000 Scheidsrechter: Guery Vargas (BOL) |

### 2016
|                                                       |                  |       |            |                                                                                      |
| 2 februari Vriendschappelijk № 362 «onderlinge duels» | Venezuela        | 1 – 0 | Costa Rica | Estadio La Carolina, Barinas Toeschouwers: 17.000 Scheidsrechter: Luis Sánchez (COL) |
| 2 februari Vriendschappelijk № 362 «onderlinge duels» | Wilker Ángel 89' |       |            | Estadio La Carolina, Barinas Toeschouwers: 17.000 Scheidsrechter: Luis Sánchez (COL) |

|                                                                  |                                     |       |                                              |                                                                                   |
| 24 maart Kwalificatie WK 2018 № 363 «onderlinge duels» 20:15 uur | Peru                                | 2 – 2 | Venezuela                                    | Estadio Nacional, Lima Toeschouwers: 40.000 Scheidsrechter: Enrique Cáceres (PAR) |
| 24 maart Kwalificatie WK 2018 № 363 «onderlinge duels» 20:15 uur | Paolo Guerrero 61' Raúl Ruidíaz 90' |       | 33' (pen.) Rómulo Otero 57' Mikel Villanueva | Estadio Nacional, Lima Toeschouwers: 40.000 Scheidsrechter: Enrique Cáceres (PAR) |

|                                                                  |                 |       |                                                                               |                                                                                      |
| 29 maart Kwalificatie WK 2018 № 364 «onderlinge duels» 19:00 uur | Venezuela       | 1 – 4 | Chili                                                                         | Estadio Agustín Tovar, Barinas Toeschouwers: 29.800 Scheidsrechter: Diego Haro (PER) |
| 29 maart Kwalificatie WK 2018 № 364 «onderlinge duels» 19:00 uur | Rómulo Otero 9' |       | 33' Mauricio Pinilla 52' Mauricio Pinilla 72' Arturo Vidal 90+2' Arturo Vidal | Estadio Agustín Tovar, Barinas Toeschouwers: 29.800 Scheidsrechter: Diego Haro (PER) |

|                                                   |        |       |           |                                                                                                  |
| 24 mei Vriendschappelijk № 365 «onderlinge duels» | Panama | 0 – 0 | Venezuela | Estadio Rommel Fernández, Panama-Stad Toeschouwers: 12.700 Scheidsrechter: Valdin Legister (JAM) |
| 24 mei Vriendschappelijk № 365 «onderlinge duels» |        |       |           | Estadio Rommel Fernández, Panama-Stad Toeschouwers: 12.700 Scheidsrechter: Valdin Legister (JAM) |

|                                                   |                                         |       |                    |                                                                                        |
| 27 mei Vriendschappelijk № 366 «onderlinge duels» | Costa Rica                              | 2 – 1 | Venezuela          | Estadio Nacional, San José Toeschouwers: 22.000 Scheidsrechter: Melvin Matamoros (HON) |
| 27 mei Vriendschappelijk № 366 «onderlinge duels» | Cristian Gamboa 41' Ariel Rodríguez 50' |       | 30' Salomón Rondón | Estadio Nacional, San José Toeschouwers: 22.000 Scheidsrechter: Melvin Matamoros (HON) |

|                                                   |                   |       |                    |                                                                                           |
| 1 juni Vriendschappelijk № 367 «onderlinge duels» | Guatemala         | 1 – 1 | Venezuela          | Lockhart Stadium, Fort Lauderdale Toeschouwers: 7.217 Scheidsrechter: Javier Santos (PUR) |
| 1 juni Vriendschappelijk № 367 «onderlinge duels» | Gerson Tinoco 71' |       | 30' Salomón Rondón | Lockhart Stadium, Fort Lauderdale Toeschouwers: 7.217 Scheidsrechter: Javier Santos (PUR) |

| Copa América Centenario |
| ----------------------- |

|                                                                |         |                    |           |                                                                                   |
| 5 juni Copa América Groep C № 368 «onderlinge duels» 17:00 uur | Jamaica | 0 – 1              | Venezuela | Soldier Field, Chicago Toeschouwers: 25.560 Scheidsrechter: Víctor Carrillo (PER) |
| 5 juni Copa América Groep C № 368 «onderlinge duels» 17:00 uur |         | 15' Josef Martínez |           | Soldier Field, Chicago Toeschouwers: 25.560 Scheidsrechter: Víctor Carrillo (PER) |

|                                                                |         |                    |           |                                                                                                   |
| 9 juni Copa América Groep C № 369 «onderlinge duels» 19:30 uur | Uruguay | 0 – 1              | Venezuela | Lincoln Financial Field, Philadelphia Toeschouwers: 23.002 Scheidsrechter: Patricio Loustau (ARG) |
| 9 juni Copa América Groep C № 369 «onderlinge duels» 19:30 uur |         | 36' Salomón Rondón |           | Lincoln Financial Field, Philadelphia Toeschouwers: 23.002 Scheidsrechter: Patricio Loustau (ARG) |

|                                                                 |                  |       |                    |                                                                                |
| 13 juni Copa América Groep C № 370 «onderlinge duels» 20:00 uur | Mexico           | 1 – 1 | Venezuela          | NRG Stadium, Houston Toeschouwers: 67.319 Scheidsrechter: Yadel Martínez (CUB) |
| 13 juni Copa América Groep C № 370 «onderlinge duels» 20:00 uur | Jesús Corona 80' |       | 10' José Velázquez | NRG Stadium, Houston Toeschouwers: 67.319 Scheidsrechter: Yadel Martínez (CUB) |

|                                                                     |                                                                         |       |                    |                                                                                        |
| 18 juni Copa América Kwartfinale № 371 «onderlinge duels» 19:00 uur | Argentinië                                                              | 4 – 1 | Venezuela          | Gillette Stadium, Foxborough Toeschouwers: 39.183 Scheidsrechter: Roberto García (MEX) |
| 18 juni Copa América Kwartfinale № 371 «onderlinge duels» 19:00 uur | Gonzalo Higuain 8' Gonzalo Higuain 28' Lionel Messi 60' Erik Lamela 71' |       | 70' Salomón Rondón | Gillette Stadium, Foxborough Toeschouwers: 39.183 Scheidsrechter: Roberto García (MEX) |

|  |  |  |  |  |  |  |  |  |

|                                                                     |                                         |       |           | |
| 1 september Kwalificatie WK 2018 № 372 «onderlinge duels» 20:00 uur | Colombia                                | 2 – 0 | Venezuela | Estadio Roberto Meléndez, Barranquilla Toeschouwers: 40.000 Scheidsrechter: Daniel Fedorczuk (URU) |
| 1 september Kwalificatie WK 2018 № 372 «onderlinge duels» 20:00 uur | James Rodríguez 45' Macnelly Torres 81' |       |           | Estadio Roberto Meléndez, Barranquilla Toeschouwers: 40.000 Scheidsrechter: Daniel Fedorczuk (URU) |

|                                                                     |                                    |       |                                       |                                                                                         |
| 6 september Kwalificatie WK 2018 № 373 «onderlinge duels» 20:30 uur | Venezuela                          | 2 – 2 | Argentinië                            | Estadio Metropolitano, Mérida Toeschouwers: 40.000 Scheidsrechter: Roddy Zambrano (ECU) |
| 6 september Kwalificatie WK 2018 № 373 «onderlinge duels» 20:30 uur | Juanpi Añor 35' Josef Martínez 53' |       | 58' Lucas Pratto 84' Nicolás Otamendi | Estadio Metropolitano, Mérida Toeschouwers: 40.000 Scheidsrechter: Roddy Zambrano (ECU) |

|                                                                   |                                                           |       |           |                                                                                       |
| 6 oktober Kwalificatie WK 2018 № 374 «onderlinge duels» 20:00 uur | Uruguay                                                   | 3 – 0 | Venezuela | Estadio Centenario, Montevideo Toeschouwers: 50.000 Scheidsrechter: Raúl Orosco (BOL) |
| 6 oktober Kwalificatie WK 2018 № 374 «onderlinge duels» 20:00 uur | Nicolás Lodeiro 29' Edinson Cavani 46' Edinson Cavani 79' |       |           | Estadio Centenario, Montevideo Toeschouwers: 50.000 Scheidsrechter: Raúl Orosco (BOL) |

|                                                                    |           |                              |          |                                                                                          |
| 11 oktober Kwalificatie WK 2018 № 375 «onderlinge duels» 20:30 uur | Venezuela | 0 – 2                        | Brazilië | Estadio Metropolitano, Mérida Toeschouwers: 34.494 Scheidsrechter: Víctor Carrillo (PER) |
| 11 oktober Kwalificatie WK 2018 № 375 «onderlinge duels» 20:30 uur |           | 8' Gabriel Jesus 53' Willian |          | Estadio Metropolitano, Mérida Toeschouwers: 34.494 Scheidsrechter: Víctor Carrillo (PER) |

|                                                                     |                                                                                              |       |         |                                                                                     |
| 10 november Kwalificatie WK 2018 № 376 «onderlinge duels» 20:45 uur | Venezuela                                                                                    | 5 – 0 | Bolivia | Estadio Monumental, Maturín Toeschouwers: 49.750 Scheidsrechter: Andrés Cunha (URU) |
| 10 november Kwalificatie WK 2018 № 376 «onderlinge duels» 20:45 uur | Jacobo Kouffati 3' Josef Martínez 10' Josef Martínez 67' Josef Martínez 70' Rómulo Otero 74' |       |         | Estadio Monumental, Maturín Toeschouwers: 49.750 Scheidsrechter: Andrés Cunha (URU) |

|                                                                     |                                                       |       |           |                                                                                            |
| 15 november Kwalificatie WK 2018 № 377 «onderlinge duels» 21:00 uur | Ecuador                                               | 3 – 0 | Venezuela | Estadio Olímpico Atahualpa, Quito Toeschouwers: 26.645 Scheidsrechter: Roberto Tobar (CHI) |
| 15 november Kwalificatie WK 2018 № 377 «onderlinge duels» 21:00 uur | Arturo Mina 51' Miller Bolaños 83' Enner Valencia 86' |       |           | Estadio Olímpico Atahualpa, Quito Toeschouwers: 26.645 Scheidsrechter: Roberto Tobar (CHI) |

### 2017
|                                                                  |                                       |       |                                       |                                                                                        |
| 23 maart Kwalificatie WK 2018 № 378 «onderlinge duels» 19:30 uur | Venezuela                             | 2 – 2 | Peru                                  | Estadio Monumental, Maturín Toeschouwers: 35.290 Scheidsrechter: Enrique Cáceres (PAR) |
| 23 maart Kwalificatie WK 2018 № 378 «onderlinge duels» 19:30 uur | Mikel Villanueva 24' Rómulo Otero 40' |       | 46' André Carrillo 64' Paolo Guerrero | Estadio Monumental, Maturín Toeschouwers: 35.290 Scheidsrechter: Enrique Cáceres (PAR) |

|                                                                  |                                                          |       |                    |                                                                                    |
| 28 maart Kwalificatie WK 2018 № 379 «onderlinge duels» 20:00 uur | Chili                                                    | 3 – 1 | Venezuela          | Estadio Nacional, Santiago Toeschouwers: 37.000 Scheidsrechter: Andrés Cunha (URU) |
| 28 maart Kwalificatie WK 2018 № 379 «onderlinge duels» 20:00 uur | Alexis Sánchez 5' Esteban Paredes 7' Esteban Paredes 22' |       | 63' Salomón Rondón | Estadio Nacional, Santiago Toeschouwers: 37.000 Scheidsrechter: Andrés Cunha (URU) |

|                                                             |                       |       |                    |                                                                                   |
| 3 juni Vriendschappelijk № 380 «onderlinge duels» 20:00 uur | Verenigde Staten      | 1 – 1 | Venezuela          | Rio Tinto Stadium, Sandy Toeschouwers: 17.315 Scheidsrechter: Jeffrey Solis (CRC) |
| 3 juni Vriendschappelijk № 380 «onderlinge duels» 20:00 uur | Christian Pulisic 61' |       | 29' José Velázquez | Rio Tinto Stadium, Sandy Toeschouwers: 17.315 Scheidsrechter: Jeffrey Solis (CRC) |

|                                                             |                             |       |                   |                                                                             |
| 8 juni Vriendschappelijk № 381 «onderlinge duels» 20:30 uur | Ecuador                     | 1 – 1 | Venezuela         | FAU Stadium, Boca Raton Toeschouwers: 5.832 Scheidsrechter: Ted Unkel (USA) |
| 8 juni Vriendschappelijk № 381 «onderlinge duels» 20:30 uur | Mikel Villanueva 29' (e.d.) |       | 42' Junior Moreno | FAU Stadium, Boca Raton Toeschouwers: 5.832 Scheidsrechter: Ted Unkel (USA) |

|                                                                     |           |       |          |                                                                                                |
| 31 augustus Kwalificatie WK 2018 № 382 «onderlinge duels» 17:00 uur | Venezuela | 0 – 0 | Colombia | Estadio Polideportivo, San Cristóbal Toeschouwers: 35.000 Scheidsrechter: Wilton Sampaio (BRA) |
| 31 augustus Kwalificatie WK 2018 № 382 «onderlinge duels» 17:00 uur |           |       |          | Estadio Polideportivo, San Cristóbal Toeschouwers: 35.000 Scheidsrechter: Wilton Sampaio (BRA) |

|                                                                     |                           |       |                  |                                                                                           |
| 5 september Kwalificatie WK 2018 № 383 «onderlinge duels» 20:30 uur | Argentinië                | 1 – 1 | Venezuela        | Estadio Monumental, Buenos Aires Toeschouwers: 60.000 Scheidsrechter: Roberto Tobar (CHI) |
| 5 september Kwalificatie WK 2018 № 383 «onderlinge duels» 20:30 uur | Rolf Feltscher 54' (e.d.) |       | 51' Jhon Murillo | Estadio Monumental, Buenos Aires Toeschouwers: 60.000 Scheidsrechter: Roberto Tobar (CHI) |

|                                                                   |           |       |         |                                                                                                  |
| 5 oktober Kwalificatie WK 2018 № 384 «onderlinge duels» 17:00 uur | Venezuela | 0 – 0 | Uruguay | Estadio Polideportivo, San Cristóbal Toeschouwers: 32.100 Scheidsrechter: Anderson Daronco (BRA) |
| 5 oktober Kwalificatie WK 2018 № 384 «onderlinge duels» 17:00 uur |           |       |         | Estadio Polideportivo, San Cristóbal Toeschouwers: 32.100 Scheidsrechter: Anderson Daronco (BRA) |

|                                                                    |          |                    |           |                                                                                                  |
| 10 oktober Kwalificatie WK 2018 № 385 «onderlinge duels» 20:30 uur | Paraguay | 0 – 1              | Venezuela | Estadio Defensores del Chaco, Asunción Toeschouwers: 40.000 Scheidsrechter: Wilton Sampaio (BRA) |
| 10 oktober Kwalificatie WK 2018 № 385 «onderlinge duels» 20:30 uur |          | 84' Yangel Herrera |           | Estadio Defensores del Chaco, Asunción Toeschouwers: 40.000 Scheidsrechter: Wilton Sampaio (BRA) |

|                                                              |           |                         |      |                                                                           |
| 13 november Vriendschappelijk № «onderlinge duels» 15:00 uur | Venezuela | 0 – 1                   | Iran | De Goffert, Nijmegen Toeschouwers: — Scheidsrechter: Pol van Boekel (NED) |
| 13 november Vriendschappelijk № «onderlinge duels» 15:00 uur |           | 57' Alireza Jahanbakhsh |      | De Goffert, Nijmegen Toeschouwers: — Scheidsrechter: Pol van Boekel (NED) |

### 2018
|                                                              |                  |       |                                      |                                                                                            |
| 7 september Vriendschappelijk № «onderlinge duels» 20:00 uur | Venezuela        | 1 – 2 | Colombia                             | Hard Rock Stadium, Miami Gardens Toeschouwers: 34.048 Scheidsrechter: Henry Bejarano (CRC) |
| 7 september Vriendschappelijk № «onderlinge duels» 20:00 uur | Darwin Machis 4' |       | Radamel Falcao 55' Yimmiy Charrá 90' | Hard Rock Stadium, Miami Gardens Toeschouwers: 34.048 Scheidsrechter: Henry Bejarano (CRC) |

|                                                               |        |                                |           |                                                                                                |
| 11 september Vriendschappelijk № «onderlinge duels» 21:00 uur | Panama | 0 – 2                          | Venezuela | Estadio Rommel Fernández, Panama-Stad Toeschouwers: 20.000 Scheidsrechter: Oshane Nation (JAM) |
| 11 september Vriendschappelijk № «onderlinge duels» 21:00 uur |        | José Salomón Rondón 67', 90+3' |           | Estadio Rommel Fernández, Panama-Stad Toeschouwers: 20.000 Scheidsrechter: Oshane Nation (JAM) |

|                                                             |                              |                               |           |                                                                                                   |
| 16 oktober Vriendschappelijk № «onderlinge duels» 17:00 uur | Verenigde Arabische Emiraten | 0 – 2                         | Venezuela | Olympisch Stadion Lluís Companys, Barcelona Toeschouwers: 300 Scheidsrechter: Carlos Xistra (POR) |
| 16 oktober Vriendschappelijk № «onderlinge duels» 17:00 uur |                              | Luis Mago 1' Andrés Ponce 47' |           | Olympisch Stadion Lluís Companys, Barcelona Toeschouwers: 300 Scheidsrechter: Carlos Xistra (POR) |

### 2019
|                                                         |                                                              |       |                  |                                                                                     |
| 5 juni Vriendschappelijk № «onderlinge duels» 21:00 uur | Mexico                                                       | 3 – 1 | Venezuela        | Mercedes-Benz Stadium, Atlanta Toeschouwers: 51,834 Scheidsrechter: Ted Unkel (USA) |
| 5 juni Vriendschappelijk № «onderlinge duels» 21:00 uur | Roberto Alvarado 32' Rodolfo Pizarro 54' Andrés Guardado 76' |       | Jhon Murillo 18' | Mercedes-Benz Stadium, Atlanta Toeschouwers: 51,834 Scheidsrechter: Ted Unkel (USA) |

|                                                         |                  |                                                |           |                                                                                     |
| 9 juni Vriendschappelijk № «onderlinge duels» 14:00 uur | Verenigde Staten | 0 – 3                                          | Venezuela | Nippert Stadium, Cincinnati Toeschouwers: 23,955 Scheidsrechter: Brayan López (GUA) |
| 9 juni Vriendschappelijk № «onderlinge duels» 14:00 uur |                  | Salomón Rondón 16', 36' Jefferson Savarino 30' |           | Nippert Stadium, Cincinnati Toeschouwers: 23,955 Scheidsrechter: Brayan López (GUA) |

| Copa América 2019 |
| ----------------- |

|                                                          |           |       |      |                                                                                        |
| 15 juni Copa América 2019 № «onderlinge duels» 16:00 uur | Venezuela | 0 – 0 | Peru | Arena do Grêmio, Porto Alegre Toeschouwers: 13.370 Scheidsrechter: Wilmar Roldán (COL) |
| 15 juni Copa América 2019 № «onderlinge duels» 16:00 uur |           |       |      | Arena do Grêmio, Porto Alegre Toeschouwers: 13.370 Scheidsrechter: Wilmar Roldán (COL) |

|                                                          |          |       |           |                                                                                               |
| 18 juni Copa América 2019 № «onderlinge duels» 21:30 uur | Brazilië | 0 – 0 | Venezuela | Itaipava Arena Fonte Nova, Salvador Toeschouwers: 42.587 Scheidsrechter: Julio Bascuñán (CHI) |
| 18 juni Copa América 2019 № «onderlinge duels» 21:30 uur |          |       |           | Itaipava Arena Fonte Nova, Salvador Toeschouwers: 42.587 Scheidsrechter: Julio Bascuñán (CHI) |

|                                                             |                                           |       |                    |                                                                           |
| 14 oktober Vriendschappelijk № «onderlinge duels» 18:00 uur | Venezuela                                 | 2 – 0 | Trinidad en Tobago | Estadio Olímpico de la UCV, Caracas Scheidsrechter: Gustavo Murillo (COL) |
| 14 oktober Vriendschappelijk № «onderlinge duels» 18:00 uur | José Salomón Rondón 11' Darwin Machís 14' |       |                    | Estadio Olímpico de la UCV, Caracas Scheidsrechter: Gustavo Murillo (COL) |

FVF · A-internationals · Selecties · Bondscoaches · Statistieken · Venezolaans vrouwenelftal · Olympisch elftal · Venezuela U21 · Venezuela U20 · Venezuela U19 · Venezuela U18 · Venezuela U17
1938 – 1949 ·
1950 – 1959 ·
1960 – 1969 ·
1970 – 1979 ·
1980 – 1989 ·
1990 – 1999 ·
2000 – 2009 ·
2010 – 2019 ·
2020 – 2029
1938 · 
1939–1945 · 
1946 · 
1947 · 
1948 · 
1949 · 1950 · 
1951 · 
1952 · 1953 · 1954 · 
1955 · 
1956 · 
1957–1964 · 
1965 · 
1966 · 
1967 · 
1968 · 
1969 · 
1970 · 
1971 · 
1972 · 
1973 · 
1974 · 
1975 · 
1976 · 
1977 · 
1978 · 
1979 · 
1980 · 
1981 · 
1982 · 
1983 · 
1984 · 
1985 · 
1986 · 
1987 · 
1988 · 
1989 · 
1990 · 
1991 · 
1992 · 
1993 · 
1994 · 
1995 · 
1996 · 
1997 · 
1998 · 
1999 · 
2000 · 
2001 · 
2002 · 
2003 · 
2004 · 
2005 · 
2006 · 
2007 · 
2008 · 
2009 · 
2010 · 
2011 · 
2012 · 
2013 · 
2014 · 
2015 · 
2016 · 
2017 ·
2018 ·
2019 ·
2020 ·
2021 ·
2022 ·
2023 ·
2024
Angola ·
Argentinië ·
Aruba ·
Australië ·
Bahama's ·
Bermuda ·
Bolivia ·
Brazilië ·
Canada ·
Chili ·
China ·
Colombia ·
Costa Rica ·
Cuba ·
Dominicaanse Republiek ·
Ecuador ·
El Salvador ·
Estland ·
Guatemala ·
Guinee ·
Haïti ·
Honduras ·
IJsland ·
Iran ·
Italië ·
Jamaica ·
Japan ·
Joegoslavië ·
Malta ·
Mexico ·
Moldavië ·
Nederlandse Antillen ·
Nicaragua ·
Nieuw-Zeeland ·
Nigeria ·
Noord-Korea ·
Oezbekistan ·
Oostenrijk ·
Panama ·
Paraguay ·
Peru ·
Puerto Rico ·
Saoedi-Arabië · 
Spanje ·
Syrië ·
Trinidad en Tobago ·
Uruguay ·
Verenigde Arabische Emiraten ·
Verenigde Staten ·
Zuid-Korea ·
Zweden ·
Zwitserland
AFC-zone: Afghanistan · Australië · Bahrein · Bangladesh · Bhutan · Brunei · Cambodja · China · Chinees Taipei · Filipijnen · Guam · Hongkong · India · Indonesië · Iran · Irak · Japan · Jemen · Jordanië · Koeweit · Kirgizië · Laos · Libanon · Macau · Maleisië · Maldiven · Mongolië · Myanmar · Nepal · Noord-Korea · Oezbekistan · Oman · Oost-Timor · Pakistan · Palestina · Qatar · Saoedi-Arabië · Singapore · Sri Lanka · Syrië · Tadjikistan · Thailand · Turkmenistan · Verenigde Arabische Emiraten · Vietnam · Zuid-Korea

CAF-zone: Algerije · Angola · Benin · Botswana · Burkina Faso · Burundi · Centraal-Afrikaanse Republiek · Comoren · Congo-Brazzaville · Congo-Kinshasa · Djibouti · Egypte · Equatoriaal-Guinea · Eritrea · Ethiopië · Gabon · Gambia · Ghana · Guinee · Guinee-Bissau · Ivoorkust · Kaapverdië · Kameroen · Kenia · Lesotho · Liberia · Libië · Madagaskar · Malawi · Mali · Mauritanië · Mauritius · Marokko · Mozambique · Namibië · Niger · Nigeria · Oeganda · Rwanda · Sao Tomé en Principe · Senegal · Seychellen · Sierra Leone · Soedan · Somalië · Swaziland · Tanzania · Togo · Tsjaad · Tunesië · Zambia · Zimbabwe · Zuid-Afrika · Zuid-Soedan 

CONCACAF-zone: Amerikaanse Maagdeneilanden · Anguilla · Antigua en Barbuda · Aruba · Bahama's · Barbados · Belize · Bermuda · Britse Maagdeneilanden · Canada · Kaaimaneilanden · Costa Rica · Cuba · Curaçao · Dominica · Dominicaanse Republiek · El Salvador · Frans Guyana · Grenada · Guadeloupe · Guatemala · Guyana · Haïti · Honduras · Jamaica · Martinique · Mexico · Montserrat · 
Nicaragua · Panama · Puerto Rico · Saint Kitts en Nevis · Saint Lucia · Saint Vincent en de Grenadines · Sint Maarten · Suriname · Trinidad en Tobago · Turks- en Caicoseilanden · Verenigde Staten

CONMEBOL-zone: Argentinië · Bolivia · Brazilië · Chili · Colombia · Ecuador · Paraguay · Peru · Uruguay · Venezuela

OFC-zone: Amerikaans-Samoa · Cookeilanden · Fiji · Nieuw-Caledonië · Nieuw-Zeeland · Papoea-Nieuw-Guinea · Samoa · Salomoneilanden · Tahiti · Tonga · Vanuatu

UEFA-zone: Albanië · Andorra · Armenië · Azerbeidzjan · België · Bosnië en Herzegovina · Bulgarije · Cyprus · Denemarken · Duitsland · Engeland · Estland · Faeröer · Finland · Frankrijk · Georgië · Gibraltar · Griekenland · Hongarije · IJsland · Ierland · Israël · Italië · Kazachstan · Kosovo · Kroatië · Letland · Liechtenstein · Litouwen · Luxemburg · Macedonië · Malta · Moldavië · Montenegro · Nederland · Noord-Ierland · Noorwegen · Oekraïne · Oostenrijk · Polen · Portugal · Roemenië · Rusland · San Marino · Schotland · Servië · Slovenië · Slowakije · Spanje · Tsjechië · Turkije · Wales · Wit-Rusland · Zweden · Zwitserland